# 文道宏
文道宏（1922年9月—2002年3月），男，山西垣曲人，中华人民共和国军事人物，中国人民解放军上校，曾任江西省军区副政治委员，江西省革命委员会副主任，中共江西省委书记。